# Kirchnerismo
Der Kirchnerismus (span. Kirchnerismo) ist eine politische Ideologie in Argentinien, die durch die drei Amtszeiten der Präsidenten Néstor Kirchner und Cristina Fernández de Kirchner in Argentinien zwischen den Jahren 2003 und 2015 begründet wurde. Der Kirchnerismo entspringt dem Peronismus und wird als mitte-links bis linkspopulistisch eingeschätzt.

## Hintergrund
Die Argentinische Wirtschaftskrise von 2001, in deren Zusammenhang der Staatsbankrott erklärt wurde, fünf Präsidenten innerhalb von 13 Tagen im Amt waren und die Dollar-Parität aufgehoben wurde, führte zu großen politischen Umbrüchen im Land. Unter diesen hatte auch der Partido Justicialista (Peronisten) zu leiden. Bei den Präsidentschaftswahlen 2003 konnten sich die Peronisten nicht auf einen gemeinsamen Kandidaten einigen und so traten unter den insgesamt 18 Präsidentschaftskandidaten drei Bewerber des Peronismus an: Der für den Neoliberalismus stehende Ex-Präsident Carlos Menem, der für viele für die Wirtschaftskrise mitverantwortlich gemacht wurde, der Interimspräsident von 2001, Adolfo Rodríguez Saá, und der eher unbekannte mitte-links-ausgerichtete Gouverneur von Santa Cruz, Néstor Kirchner. Letzterer trat im Wahlbündnis Frente para la Victoria an und belegte im ersten Wahlgang mit 22 % den zweiten Platz hinter Menem (24 %). Da die Umfragen für die Stichwahl einen sehr deutlichen Sieg von Kirchner prognostizierten, zog Menem seine Bewerbung zurück und Kirchner wurde Präsident. 
Der Richtungsstreit innerhalb der PJ verschärfte sich in den Jahren 2004 und 2005 und führte zu einer Positionierung der Parteiflügel hinter Néstor Kirchner und seiner ebenfalls politisch aktiven Frau Cristina Fernández de Kirchner auf der einen Seite sowie der Senatorin Hilda González de Duhalde auf der anderen Seite. In diesem Zusammenhang entstand die Bezeichnung „(peronismo) Kirchnerista“ bzw. „Kichnerismo“ für die von den Kirchners vertretene politische Ausrichtung der Partei.
Der Kirchnerismus war zwischen 2003 und 2015 für zwölf Jahre die dominierende politische Ideologie in Argentinien und mit den beiden Kirchners bei drei Präsidentschaftswahlen erfolgreich. Mit der Wahl von Mauricio Macri bei den Präsidentschaftswahlen von 2015 endete die Regierungsphase der Kirchners. Macris Wahlbündnis Cambiemos war dabei dezidiert als antikirchneristisch wahrgenommen worden. Bei den Wahlen 2019 trat die von Néstor Kirchner gegründete Frente para la Victoria nicht erneut an. Stattdessen formierte sich ein neues kirchneristisches Wahlbündnis namens Frente de Todos, welches mit dem Präsidentschaftskandidaten Alberto Fernández und der Vizepräsidentin Cristina Kirchner de Fernández erfolgreich war.

## Politische Ausrichtung
Der Kirchnerismo lässt sich im politischen Spektrum als mitte-links bis linkspopulistisch verorten.
Kirchner suchte von Anfang an den Schulterschluss mit linken sozialen und politischen Bewegungen, die in der politischen Landschaft Argentiniens eine wichtige Rolle spielen, unter anderem den Gewerkschaften, der peronistischen Jugendorganisation La Cámpora, dem Movimiento Evita, Piquetero-Organisationen und Menschenrechtsgruppen wie den Madres de Plaza de Mayo. Insbesondere die Cámpora gilt als wichtige Unterstützergruppe. Die Stärkung der Niedriglohnarbeiter, insbesondere im industriellen Sektor, wird begleitet durch eine Opposition gegenüber Großgrundbesitzern in der Agrarwirtschaft.
Außenpolitisch steht der Kirchnerismus internationalen und aus ihrer Sicht imperialistischen Organisationen und Abkommen wie dem IWF und dem Amerikanischen Freihandelsabkommen (FTAA) kritisch gegenüber. Gleichzeitig wurden die Beziehungen zu den lateinamerikanischen Staaten gestärkt, die um das Jahr 2010 ebenfalls zu großen Teilen von linken bzw. sozialistischen Regierungen angeführt wurden.
Haushaltspolitisch ist der Neokeynesianismus bzw. die Positionierung gegen den Neoliberalismus und gegen eine rigide Sparpolitik (Austerität) ein Aushängeschild des Kirchnerismus, auch wenn er während seiner Regierungszeit ebenfalls auf Etatkürzungen zurückgegriffen hat.
Der Kirchnerismo setzt sich zudem für die Strafverfolgung von Verbrechen während der Militärdiktatur ein sowie für LGBT-Rechte.

## Kritik
Es wird kritisiert, dass die personenbezogene, autoritaristische und populistische Ausrichtung der Strömung ein nahezu feudalistisches System aus Klientelismus und Vetternwirtschaft gefördert hat. Hiervon zeugen zahlreiche Korruptionsskandale, in die der Kirchnerismus – namentlich insbesondere Cristina Fernández de Kirchner – involviert ist.